# 交響曲第27番 (ハイドン)
交響曲第27番 ト長調 Hob. I:27 は、フランツ・ヨーゼフ・ハイドンが1760年頃に作曲した交響曲。日本では滅多に呼ばれないが、下記のエピソードから海外では『ヘルマンシュタット』（Hermannstadt）の愛称で呼ばれることがある。

## 概要
ハイドンの最初期の交響曲のひとつであり、エステルハージ家に仕える以前の、ボヘミアのモルツィン伯爵に仕えていた時期の曲のひとつと考えられている。
1946年に、ルーマニアのシビウ（ドイツ語名：ヘルマンシュタット）近郊でハイドンの新しい交響曲の1786年の筆写譜が発見されたと報じられた。この曲は1950年1月29日に「初演」され、『ヘルマンシュタット交響曲』の名で録音もされたが、後に交響曲第27番に過ぎないことがわかった。
2007年、欧州文化都市になったシビウ市から委嘱されて、オーストリアの現代音楽・ジャズ作曲家であるフランツ・コーグルマンが『夜の散歩道』を作曲したが、この曲はシビウと関連の深いこの交響曲と哲学者エミール・チョランの肉声を素材として使用している。

## 楽器編成
オーボエ2、ホルン2、第1ヴァイオリン、第2ヴァイオリン、ヴィオラ、低音（チェロ、ファゴット、コントラバス）。

## 曲の構成
初期の交響曲に多い、急緩急の3楽章形式を取っている。演奏時間は約14分。
- 第1楽章 アレグロ・モルト
ト長調、4分の4拍子、ソナタ形式。
お使いのブラウザーでは、音声再生がサポートされていません。音声ファイルをダウンロードをお試しください。
お使いのブラウザーでは、音声再生がサポートされていません。音声ファイルをダウンロードをお試しください。
2分音符の上昇分散和音による明るい第1主題ではじまる。

- 第2楽章 アンダンテ：シチリアーノ
ハ長調、8分の6拍子、ソナタ形式。
お使いのブラウザーでは、音声再生がサポートされていません。音声ファイルをダウンロードをお試しください。
ハイドンの初期の作品と同様に、緩徐楽章は弦楽器のみで演奏される。低音楽器のピッツィカートの上で、弱音器をつけたヴァイオリンがシチリアーノのリズムをもつ旋律を演奏する。

- 第3楽章 フィナーレ：プレスト
ト長調、8分の3拍子、ソナタ形式。
お使いのブラウザーでは、音声再生がサポートされていません。音声ファイルをダウンロードをお試しください。
お使いのブラウザーでは、音声再生がサポートされていません。音声ファイルをダウンロードをお試しください。
ごく短い簡単な曲である。